# Meczet Ortaköy
Meczet Ortaköy (tr Ortaköy Camii, właściwie: Büyük Mecidiye Camii) – położony na nabrzeżu Ortaköy (dosłowne znaczenie: wioska pośrodku), w Stambule w Turcji.
Wybudowany na polecenie sułtana Abdülmecida I przez architekta Grabed Balyana i jego syna Nikogosa. Nie jest znana dokładna data powstania meczetu. Przypuszcza się, że powstał w latach 1853–1854, lub w 1864. Zbudowany jest w stylu neobarokowym. Posiada duże okna, dwa minarety z pojedynczymi balkonami, ściany wykonane są z białego kamienia, kopuła jest wyłożona różową mozaiką. Kibla wykonana jest z marmuru i wyłożona mozaiką, Mihrab natomiast, pokryto porfirem.